# Aéroport international d'Udon Thani
L'aéroport international d'Udon Thani (code IATA : UTH • code OACI : VTSB), est un aéroport situé à Udon Thani, au Thaïlande.

## Situation
| \| 100 km1:12 067 000 \| Buriram Chiang · Mai Chiang · Rai Chumphon Bangkok- · Don Mueang Bangkok- · Suvarnabhumi Hat Yai Hua Hin Khon Kaen Ko Pha Ngan Krabi Lampang Loei Mae Hong · Son Mae Sot Nakhon · Phanom Nakhon Si Thammarat Nan Nakhon Narathiwat Pai Phitsanulok Phrae Phuket Ranong Roi Et Sakon · Nakhon Ko Samui Sukhothai Surat Thani Trang Trat Pattaya Ubon · Ratchathani Udon Thani |
| 100 km1:12 067 000 |

## Statistiques
Pour des raisons techniques, il est temporairement impossible d'afficher le graphique qui aurait dû être présenté ici.

Voir la requête brute et les sources sur Wikidata.